# Laboratory Investigation
Laboratory Investigation, abgekürzt Lab. Invest., ist eine wissenschaftliche Fachzeitschrift, die vom Expert Reviews-Verlag im Auftrag der United States and Canadian Academy of Pathology veröffentlicht wird. Sie erscheint mit zwölf Ausgaben im Jahr. Es werden Arbeiten veröffentlicht, die sich mit der Forschung in der experimentellen Pathologie beschäftigen.
Der Impact Factor lag im Jahr 2014 bei 3,676. Nach der Statistik des ISI Web of Knowledge wird das Journal mit diesem Impact Factor in der Kategorie Pathologie an 13. Stelle von 75 Zeitschriften und in der Kategorie experimentelle Medizin & Forschung an 30. Stelle von 123 Zeitschriften geführt.